# Список автомагістралей Нідерландів
Автомагістралі Нідерландів за їх національним номером, у списку найважливіших міст на дорогах або поблизу них. Цифри починаються з «A» для «autosnelweg» (автомагістраль голландською). Деякі з них також мають один або декілька європейських номерів доріг E на (ділянках) своєї траєкторії. Незважаючи на те, що майже всі дороги E в Нідерландах є автострадами, траєкторії часто не однакові.